# Малыш на драйве
«Малыш на драйве» (англ. Baby Driver — «Малыш-водитель») — американско-британский комедийный боевик 2017 года режиссёра Эдгара Райта о молодом водителе, работающем на криминального босса и принимающем участие в ограблениях. Главные роли исполнили Энсел Эльгорт, Лили Джеймс и Кевин Спейси. Первый проект Райта, снятый в США.
Премьера состоялась 11 марта 2017 года на фестивале South by Southwest. Фильм вышел в широкий прокат США 28 июня 2017 года, в России премьера состоялась 24 августа 2017 года. К моменту выпуска в России фильма на DVD и Blu-ray дистрибьютор сменил название на «На драйве».

## Сюжет
Малыш (Энсел Эльгорт) угоняет машины в Атланте. Ещё ребёнком он попал в автомобильную аварию, в которой погибли его родители, а у него начались проблемы из-за шума в ушах. Малыш находит отдушину в музыке. Он подвозит компанию грабителей, которых возглавляет гений преступного мира Док (Кевин Спейси). Ранее Малыш угнал у Дока машину и теперь вынужден помочь тому, чтобы выплатить долг. Между подработками он делает ремиксы фрагментов записанных разговоров, а также заботится о своем глухом приемном отце Джозефе. В Закусочной Бо Малыш встречает официантку по имени Дебора (Лили Джеймс), и они начинают встречаться.
Следующее ограбление Малыша идет не по плану после того, как вооруженный свидетель преследует их, но Малыш уходит от него и полиции. Выплатив долг, он прекращает свою преступную жизнь и начинает работать доставщиком пиццы. Док прерывает свидание Малыша с Деборой и настаивает, чтобы Малыш поучаствовал в ограблении почтового отделения, угрожая причинить вред Деборе и Джозефу, если он откажется.
Команда состоит из беззаботного Бадди, его жены-снайпера Дарлинг и вспыльчивого Психа, который сразу невзлюбил Малыша. Команда пытается незаконно купить оружие, Псих узнает одного из продавцов — тот является полицейским под прикрытием — и открывает огонь. В результате перестрелки большинство продавцов убиты. После этого Псих заставляет Малыша остановиться в закусочной Деборы, не подозревая о романе Малыша и Деборы.
Док в ярости, выяснив, что торговцы были продажными полицейскими, которым он сам и платил. Он решает отменить ограбление, но Псих, Бадди и Дарлинг не согласны. Док позволяет Малышу решить, тот соглашается. Поздно ночью он пытается сбежать, надеясь взять с собой Дебору и уехать из Атланты. Его останавливают Бадди и Псих, которые обнаружили аудиозаписи Малыша и считают его информатором, но прослушав вместе с Доком микстейпы, они убеждены в его невиновности.
Во время ограбления Псих убивает охранника. Испытывая отвращение, Малыш отказывается ехать, за что Псих бьет его. Малыш специально врезается в арматуру, которая протыкает и убивает Психа. Оставшиеся трое убегают с места преступления. После того, как полиция убивает Дарлинг в перестрелке, Бадди обвиняет Малыша в её смерти и клянется его убить. Тот угоняет машину и едет к себе домой. Оставив Джозефа (вместе с добычей после ограбления) в доме престарелых, Малыш спешит в Закусочную Бо к Деборе, где уже ждет Бадди. Малыш стреляет в Бадди и убегает с Деборой, в это время полицейские окружают здание.
В безопасном месте Док отказывается помочь Малышу, но меняет решение, когда видит, как Дебора его утешает. Док снабжает их деньгами и рассказывает, как сбежать из страны. Полиция встречает трио в гараже, но Док убивает их всех. Бадди устраивает засаду и убивает Дока. Бадди гонится за Малышом и Деборой, стреляет рядом с головой Малыша, разрывая тому барабанные перепонки и временно оглушая его. Дебора, уличив момент, бьет Бадди ломом. После того, как Малыш стреляет ему в ногу, Бадди в итоге погибает, упав с многоуровневой парковки на свою горящую машину и взорвавшись вместе с ней.
Малыш сдается после того, как видит дорогу, заблокированную полицией. На суде над Малышом Джозеф, Дебора и другие свидетели дают показания в его защиту. Он приговорен к 25 годам тюремного заключения, с возможностью о прошении после 5 лет условно-досрочному освобождению. Дебора присылает Малышу в тюрьму открытки.
В конце зрители видят сцену, в которой Малыш выходит из тюрьмы, у ворот которой его ждёт Дебора. Однако нельзя понять, реальность это или мечта. Финал у фильма открытый.

## В ролях
| Актёр         | Роль                          |
| ------------- | ----------------------------- |
| Энсел Эльгорт | Малыш / Майлз Монро           |
| Лили Джеймс   | Дебора                        |
| Кевин Спейси  | Док                           |
| Джейми Фокс   | Псих / Леон Джефферсон Третий |
| Джон Хэмм     | Бадди / Джейсон Ван Хорн      |
| Эйса Гонсалес | Дарлинг / Моника Кастелло     |
| С.Дж. Джонс   | Джозеф                        |
| Джон Бернтал  | Грифф                         |
| Фли           | Эдди                          |
| Ланни Джун    | Джей Ди                       |
| Пол Уильямс   | Мясник                        |
| Скай Феррейра | мама Малыша                   |
| Ланс Палмер   | папа Малыша                   |
| Гудзон Мик    | Малыш в детстве               |
| Броган Холл   | племянник Сэм                 |
| Хал Уайтсайд  | хозяин закусочной             |
| Эллисон Кинг  | кассир в банке                |
| Андреа Фрай   | пожилая женщина               |

## Создание
Впервые планы по экранизации возникли у Эдгара Райта ещё в 1995 году. Тогда режиссёру был 21 год и он переехал в Лондон. На стадии монтажа своего первого полнометражного фильма «Пригоршня пальцев» Эдгар стал задумываться над следующим проектом. В своей юности он услышал композицию «Bellbottoms» группы Jon Spencer Blues Explosion, и тут он подумал, что этот трек был бы шикарным саундтреком для автомобильной погони. Затем Райт представлял как грабитель банков запрыгивает в машину и удирает от полиции под музыку «Bellbottoms».
Изначально местом действия по сценарию был город Лос-Анджелес. Однако в ходе подготовки создатели выбрали Атланту, где им предложили щедрые налоговые льготы. Производство картины началось в феврале 2016 года и закончилось в мае того же года. Съёмки в основном велись в центре Атланты. Также они проходили в Гейнсвилле и округе Монро в штате Джорджия. По словам Райта, ленты «Исчезающая точка», «Водитель», «На гребне волны», «Бешеные псы», «Схватка» оказали значительное влияние на визуальную составляющую кинокартины.

## Критика
Фильм получил очень высокие оценки кинокритиков. На сайте Rotten Tomatoes фильм имеет рейтинг 92 %, основанный на 390 рецензиях со средним баллом 8/10. На сайте Metacritic оценка фильма составляет 86 из 100 на основе 53 рецензий.

## Награды и номинации
- 2017 — попадание в список лучших фильмов года по версии Национального совета кинокритиков США.
- 2017 — номинация на премию «Спутник» за лучший монтаж (Пол Маклисс, Джонатан Эймос).
- 2018 — три номинации на премию «Оскар»: лучший монтаж (Пол Маклисс, Джонатан Эймос), лучшее сведение звука (Тим Каваджин, Мэри Эллис, Джулиан Слейтер), лучший звуковой монтаж (Джулиан Слейтер).
- 2018 — номинация на премию «Золотой глобус» за лучшую мужскую роль в комедии или мюзикле (Энсел Эльгорт).
- 2018 — две номинации на премию BAFTA: лучший монтаж (Пол Маклисс, Джонатан Эймос), лучший звук (Тим Каваджин, Мэри Эллис, Джулиан Слейтер).
- 2018 — номинация на премию Гильдии киноактёров США за лучшую работу каскадёров.
- 2018 — номинация на премию «Грэмми» за лучший саундтрек-компиляцию (Эдгар Райт).
- 2018 — номинация на премию Лондонского кружка кинокритиков за лучшее техническое достижение года (Даррин Прескотт за каскадёрскую работу).

## Саундтрек
- Bellbottoms — The Jon Spencer Blues Explosion
- Harlem Shuffle — Bob and Earl
- Egyptian Reggae — Jonathan Richman and The Modern Lovers
- Smokey Joe’s La La — Googie Rene
- Let’s Go Away For Awhile — The Beach Boys
- B-A-B-Y — Carla Thomas
- Kashmere — Kashmere Stage Band
- Unsquare Dance — The Dave Brubeck Quartet
- Neat Neat Neat — The Damned
- Easy — The Commodores
- Debora — T. Rex
- Debra — Beck
- Bongolia — Incredible Bongo Band
- Baby Let Me Take You (In My Arms) — The Detroit Emeralds
- Early in the Morning — Alexis Korner's Blues Incorporated
- The Edge — David McCallum
- Nowhere To Run (Single Version) — Martha and the Vandellas
- Tequila — Button Down Brass
- When Something Is Wrong With My Baby — Sam and Dave
- Every Little Bit Hurts — Brenda Holloway
- Intermission — Blur
- Hocus Pocus — Focus
- Radar Love — Golden Earring
- Never, Never Gonna Give Ya Up — Barry White
- Know How — Young MC
- Brighton Rock — Queen
- Easy — Sky Ferreira
- Baby Driver — Simon and Garfunkel
- Was He Slow? — Kid Koala
- Chase Me — Danger Mouse (feat. Run The Jewels and Big Boi)

## Продолжение
В марте 2020 года, после успеха фильма «Малыш на драйве», было официально подтверждено создание сиквела. Эдгар Райт снова займёт кресло режиссёра. В ноябре 2021 года Райт заявил что, написал сценарий для фильма. В июне 2024 года Голливудский инсайдер сообщает, что сиквел «Малыша на драйве» станет следующим проектом британского режиссера после Бегущего человека.